# Холм-Жирковское городское поселение
Холм-Жирковское городское поселение — муниципальное образование в составе Холм-Жирковского района Смоленской области России.
Административный центр — посёлок городского типа Холм-Жирковский.
Главой поселения и Главой администрации является Шашков Валерий Петрович.

## Географические данные
- Общая площадь: 14,39 км²
- Расположение: центральная часть Холм-Жирковского района
- Граничит:
  - на севере — с Болышевским сельским поселением
  - на северо-востоке — с Нахимовским сельским поселением
  - на юго-востоке — с Стешинским сельским поселением
  - на юге — с Агибаловским сельским поселением
  - на западе — с Игоревским сельским поселением
  - на северо-западе — с Лехминским сельским поселением
- Крупные реки: Вязьма, Соля, Днепр.

## Население
| 2012  | 2013  | 2014  | 2015  | 2016  | 2017  | 2018  |
| ----- | ----- | ----- | ----- | ----- | ----- | ----- |
| 3608  | ↘3547 | ↘3476 | ↘3466 | ↘3428 | ↘3385 | ↘3348 |
| 2019  | 2020  | 2021  | 2024  |       |       |       |
| ↘3283 | ↘3244 | ↘3236 | ↘3068 |       |       |       |

## Населённые пункты
На территории поселения находятся 22 населённых пункта:
| №  | Населённый пункт | Тип     | Население |
| -- | ---------------- | ------- | --------- |
| 1  | Холм-Жирковский  | пгт     | ↘3006     |
| 2  | Аладьино         | деревня | 20        |
| 3  | Бартенево        | деревня | 1         |
| 4  | Богдаши          | деревня | 2         |
| 5  | Большанск        | деревня | 2         |
| 6  | Василево         | деревня | 0         |
| 7  | Веретенино       | деревня | 2         |
| 8  | Казариново       | деревня | 31        |
| 9  | Казилово         | деревня | 6         |
| 10 | Кошкино          | деревня | 6         |
| 11 | Кузнечики        | деревня | 0         |
| 12 | Некрасово        | деревня | 3         |
| 13 | Нестерово        | деревня | 8         |
| 14 | Пустошка         | деревня | 0         |
| 15 | Репище           | деревня | 15        |
| 16 | Романики         | деревня | 6         |
| 17 | Саново           | деревня | 60        |
| 18 | Сельцо           | деревня | 19        |
| 19 | Сорокино         | деревня | 4         |
| 20 | Устье            | деревня | 4         |
| 21 | Федино           | деревня | 2         |
| 22 | Федуркино        | деревня | 0         |

## Экономика
Сельхозпредприятия, магазины, лесозаготовка и лесопереработка, производство льняных тканей.